# ひろしまサンデースタジオ
『ひろしまサンデースタジオ』は、広島テレビで放送された広島市の市政番組。

## 内容
広島テレビと広島市の共同製作番組で、『サンデーリポートひろしま』の後継番組として2005年4月3日に放送を開始した。番組は世界平和文化都市を目指す広島市の行政・経済・文化から日々の市民活動までを幅広く紹介。その他にも、広島周辺の市町村やイベントなどを紹介していた。
番組収録はセット撮影方式で、赤木淳子がセットの左側に、渡辺敏恵が右側に座って進行していた。回によっては渡辺が取材に出ることもあった。

## 出演者
- 赤木淳子 - 元広島FM放送アナウンサー。
- 渡辺敏恵 - 元『柏村武昭のテレビ宣言』リポーター。『サンデーリポートひろしま』時代の2003年4月から担当。

## 放送時間
- 日曜日 7:30 - 7:45 (JST)

## 備考
- 広島テレビ放送における広島市政番組（『サンデーリポートひろしま』）は、それまで日曜日7:00台前半（7:00 - 7:30 → 7:15 - 7:30）に放送されていた。そのため、『所さんの目がテン!』は広島テレビでは時差ネットで放送されていたが、この番組からは日曜日7:00台後半に放送されるようになった。これは、それまで同時間帯に放送されていた広島県政番組が別の時間帯へ移動したためである。
- 番組の放送中、画面右下には手話通訳画面が表示されていた。また、司会者も番組冒頭で「おはようございます!」の挨拶をするときに手話で挨拶していた。
- 広島市政番組の放送枠は2007年春の改編で土曜夕方枠へ移行することになったため、広島テレビは同年3月にこの番組を終了させ、替わって土曜夕方枠で新番組の『出前!なるほど情報』をスタートさせた。この番組の終了によって、広島テレビで長らく続いたスタジオ収録ベースの市政番組は幕を下ろした。